# Sophia Jex-Blake
Sophia Jex-Blake (ur. 21 stycznia 1840 w Hastings, East Sussex, zm. 7 stycznia 1912 w  Rotherfield) – pierwsza szkocka lekarka, sufrażystka, działaczka na rzecz otwarcia dla brytyjskich kobiet drogi do edukacji medycznej, kariery zawodowej i niezależności finansowej, założycielka pierwszych medycznych szkół dla kobiet w Londynie (1874) i w Edynburgu (1886) oraz szpitali dla kobiet i dzieci w obu miastach.

## Życiorys

### Dzieciństwo i college
Urodziła się w roku 1840 w Hastings, jako córka Mary Cubitt i Thomasa Jex-Blaka, wziętego adwokata (wkrótce przeszedł na emeryturę). Była dzieckiem inteligentnym i niepokornym. Gdy miała 11 lat rodzina przeniosła się do Brighton. Sophia uczyła się w kilku prywatnych szkołach z internatem. Chciała podjąć studia, lecz rodzice – ewangelicy-anglikanie o tradycyjnych poglądach na temat edukacji dziewcząt – początkowo odmówili swojej zgody. Zgodę ojca otrzymała w roku 1858 i zaczęła uczęszczać do Queen's College przy Harley Street w Londynie. Znaczący wpływ wywarł na nią nauczyciel Frederick Denison Maurice} – jeden z założycieli Ruchu Chrześcijańskich Socjalistów, a jej koleżankami były Dorothea Beale i Frances Mary Buss. Osiągała tak dobre wyniki w nauce matematyki, że złożono jej propozycję objęcia posady nauczyciela tego przedmiotu. Rodzice wyrazili zgodę na podjęcie tej pracy pod warunkiem, że nie będzie pobierać wynagrodzenia.

### Kontakt z założycielkamiKensington Society
W pierwszym okresie swojej pracy nauczycielskiej mieszkała z Octavią Hill i jej rodziną; zaprzyjaźniła się też z grupą feministek, które w roku 1865 założyły grupę dyskusyjną Kensington Society, a w roku 1866 złożyły petycję do Parlamentu z prośbą o przyznanie kobietom prawa wyborczego. Między innymi spotkała Elizabeth Garrett – przyszłą pierwszą angielską lekarkę – której w roku 1862 pomagała przygotować podanie o przyjęcie na studia medyczne w Uniwersytecie Edynburskim – poznała dokładniej wysokość barier, które stały przed kobietami zamierzającymi zdobyć wyższe wykształcenie.

### Pobyt w Niemczech i Stanach Zjednoczonych
W roku 1862 Sophia Jex-Blake – przy wsparciu matki i za niechętną zgodą ojca – rozpoczęła obserwacje stanu edukacji kobiet w Europie i w Stanach Zjednoczonych. Pracowała początkowo jako nauczycielka języka angielskiego w Mannheim – w domu prywatnym, a następnie (przez pół roku) w Grand Ducal Institution. Miała okazję zwiedzić Europę. Swoje spostrzeżenia na temat organizacji szkolnictwa w Niemczech oraz wrażenia z podróży regularnie opisywała w listach do matki i przyjaciółek.
Przełomowym był w jej życiu pobyt w Stanach Zjednoczonych (1865). Odwiedziła tam liczne szkoły – żeńskie i koedukacyjne – m.in. w Oberlin (Ohio), Hillsdale (Michigan), Saint Louis, Yellow Springs (Ohio) (Antioch College). Zgromadziła bogaty zbiór informacji o historii odwiedzanych szkół i uczelni, ich organizacji oraz programach nauczania. W Stanach Zjednoczonych spotkała dwie czołowe kobiety-lekarki: Lucy Sewall oraz Elizabeth Blackwell (doktorat w Boston MA), dzięki której miała możliwość pracy w New England Hospital for Women and Children – szpitalu założonym w roku 1862 z inicjatywy dr Marii Zakrzewskiej, prowadzonym wyłącznie przez kobiety, w którym prowadzono również szkołę dla pielęgniarek). Podjęła decyzję, że będzie lekarzem.

### Okres po powrocie ze Stanów Zjednoczonych

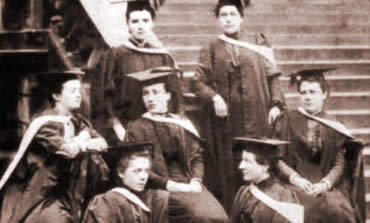
Pierwsze szkockie absolwentki Uniwersytetu Edynburskiego

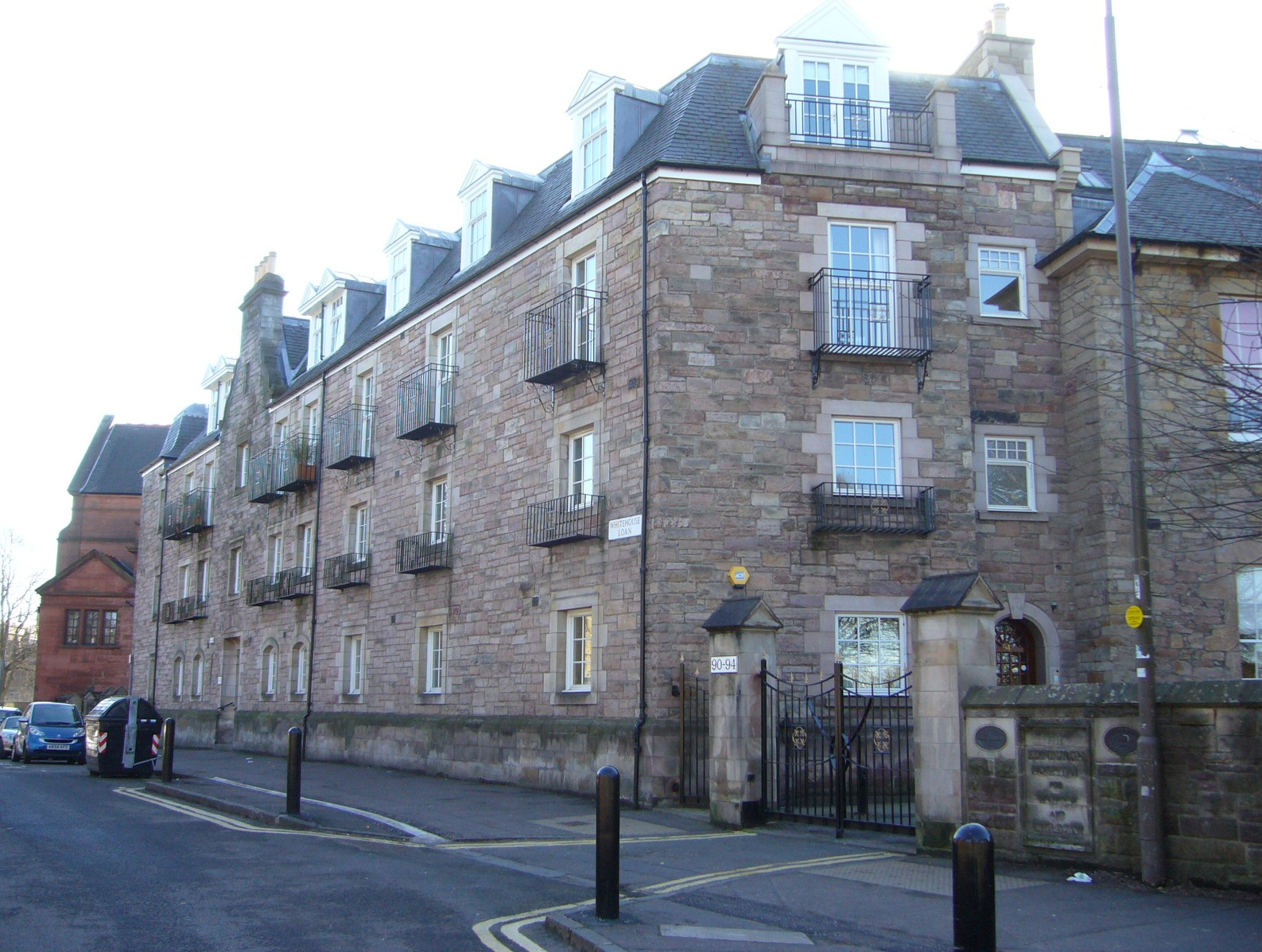
Były Bruntsfield Hospital, Edynburg

Po powrocie do Edynburga w roku 1869 Sophia Jex-Blake rozpoczęła energiczne starania o prawa – dla siebie i czterech innych kobiet – do nauki w uniwersyteckiej Medical School. W tej długiej kampanii, m.in. w publicznych wypowiedziach, ujawniał się jej „zadziorny temperament”, co nie sprzyjało sprawie. Włączeniu kobiet do akademickiej społeczności sprzeciwiły się nie tylko władze uczelni – również studenci-mężczyźni, ostatecznie jednak Parlament uchwalił prawo umożliwiające kobietom studia medyczne, w tym utworzenie – w roku 1874 – London School of Medicine for Women. Jej założycielki, Elizabeth Garrett Anderson i S. Jex-Blake, uzyskały stopień M.D. (Medical Doctor) za granicą – pierwsza w roku 1870 na Sorbonie, a druga w roku 1877 w Bernie (Szwajcaria). Kierownictwo szpitala objęła E. Garrett Anderson – osoba mniej kontrowersyjna od współzałożycielki.
S. Jex-Blake przeniosła się do Edynburga, gdzie we wrześniu 1878 roku otworzyła placówkę Provident Dispensary for Women and Children, przekształconą wkrótce w Edinburgh Hospital and Dispensary for Women and Children (apteka i 6 łóżek dla kobiet wymagających leczenia szpitalnego). W roku 1887 otworzyła również Edinburgh School of Medicine for Women (w której doszło do jej konfliktu z kilkoma studentkami, sprzeciwiającymi się surowym zasadom postępowania), a następnie konkurencyjną szkołę Scottish Association for the Medical Education for Women. Była aktywną działaczką Women's Suffrage Society. W roku 1899 przeszła na emeryturę i wyjechała z Edynburga. Zamieszkała, wspólnie z Margaret Georginą Todd (1859–1918) w małym gospodarstwie Windydene we wsi Mark Cross, ok. 5 mil od Royal Tunbridge Wells, gdzie kontynuowała kampanię w sprawie praw wyborczych dla kobiet. Tamże zmarła w dniu 7 stycznia 1912 roku.

## Publikacje
Wśród wielu tekstów, napisanych przez Sophię Jex-Blake, znajdowały się m.in. (wybór według books.google): 
- 1867 – A Visit to Some American Schools and Colleges[12],
- 1871 – Letter to "Dear Sir" : Edinburgh,
- 1872 – Medicine as a Profession for Women,
- 1872 – Official Papers Relating to the Case of Sophia Louisa Jex-Blake and Others V. Edinburgh University,
- 1872 – Medical Women. Two Essays. I. Medicine as a Profession for Women. II. Medical Education of Women,
- 1872 – Closed Record in Causa Sophia Louisa Jex-Blake and Others Against the Senatus Academicus of the University of Edinburgh, and Chancellor Thereof,
- 1874 – The Medical Education of Women,
- 1875 – The Practice of Medicine by Women: An Essay,
- 1877 – Puerperal Fever: An Enquiry Into Its Nature and Treatment, with an Historical Retrospect of Some of the Chief Epidemics Recorded Under that Name and of the Principle Theories Successively Entertained Respecting It. With Notes of Personal Observations,
- 1884 – The Care of Infants: A Manual for Mothers and Nurses, reprint BiblioBazaar, 2010 ,
- 1886 – Medical Women (V. 2); A Thesis and a History, reprint Nabu Press, 2012
- 1893 – Medical Women in Fiction,

## Upamiętnienie
Poza zachowanymi publikacjami Sophii Jex-Blake do upamiętnienia jej postaci przyczyniła się najbardziej Margaret Georgina Todd (1859–1918) – przyjaciółka, lekarka i pisarka – która w roku 1918 wydała obszerną książkę The Life Of Sophia Jex-Blake. Książka jest udostępniona w wersji cyfrowej przez California Digital Library. Sophia Jex-Blake jest jedną z głównych bohaterek książki zatytułowanej Storming the Citadel. The Rise of the Woman Doctor  (E.H.Ch.M. Bell, E. Blackwell, 1953), jej nazwisko jest też wymieniane w słowniku biograficznym Notable women in the life sciences (B.F. Shearer, B.S. Shearer, 1996).
Tablice pamiątkowe umieszczono na ścianie domu, w którym się urodziła oraz w Katedrze św. Idziego w Edynburgu. Nazwisko Sophii Jex-Blake znajduje się też na jednym z witraży Kościoła pw. Wszystkich Świętych w High Wycombe. W t.zw. „Dove Window”, upamiętniającym Frances Dove (założycielkę szkoły żeńskiej Wycombe Abbey w roku 1896), znajdują się wizerunki i nazwiska innych kobiet, które przeciwdziałały męskiej dominacji; obok wizerunków Świętej Małgorzaty Szkockiej, Małgorzaty Beaufort i innych historycznych postaci, zamieszczono m.in. nazwiska: Octavia Hill, Sophia Jex-Blake, Elizabeth Garret-Anderson.
Imię Sophii Jex-Blake nadano jednemu z kraterów na Wenus.